# Яснополье (Одесская область)
Яснополье (укр. Яснопілля) — село, относится к Березовскому району Одесской области Украины.
Население по переписи 2001 года составляло 333 человека. Почтовый индекс — 67310. Телефонный код — 4856. Занимает площадь 0,827 км². Код КОАТУУ — 5121286101.

## История
В 1945 г. Указом ПВС УССР село Лихтенфельд переименовано в Яснополье.

## Местный совет
67310, Одесская обл., Березовский р-н, с. Яснополье